# 朱明昌
朱明昌（1581年—？年），字伯際，號襄明，四川成都府漢州人，民籍，明朝官員。

## 生平
丁酉四川鄉試四十八名舉人，萬曆三十八年庚戌科會試二百六十五名，第三甲第一百五十六名進士。禮部觀政，授湖廣房縣知縣，卒。。

## 家族
曾祖朱鸞；祖朱世祥，鄉飲賓；父朱諧，庠生；母孫氏；前母范氏。慈侍下。弟明揚（庠生）；明光；明長。子朱恪；朱惇。